# Prvenstvo Ljubljanskog nogometnog podsaveza 1920./21.
Prvenstvo Ljubljanskog podsaveza za sezonu 1920./21. bilo je drugo nogometno natjecanje u organizaciji Ljubljanskog nogometnog podsaveza.
Igralo se u dva dijela, u jesen 1920. po jednostrukom bod-sustavu i finale, a u ljeto 1921. po jednostrukom bod-sustavu (skupine) i kup-sustavu s prvacima 3 skupine.

## Novosti
LJNP-u su pristupila još tri kluba iz Ljubljane osnovana 1920. godine – SK Hermes, SK Svoboda i SK Jadran, a ubrzo i mnogi drugi, tako da je do jeseni u prvenstvenim natjecanjima sudjelovalo već 19 momčadi. Budući da je podsavezom u to vrijeme dominirala Ilirija i da joj nije odgovaralo financijski zahtjevno natjecanje u jednoj ligi s nekonkurentnim protivnicima, došlo je do značajne promjene u sustavu natjecanja. Novi format igrao je u tri skupine – Ljubljana, Maribor i Celje, a klubovi su bili podijeljeni u prvu i drugu ligu. U ljubljanskoj prvoj ligi igrali su samo Ilirija i Slovan, prva je svladala drugog s 9:1, dok su svi ostali igrali u drugoj ligi u kojoj je Svoboda presudno slavila nad Hermesom i Primorjem. U međuvremenu, Rapid je očekivano slavio u mariborskom prvoligašu, a Celje pomalo neočekivano u Celju, a oba su potom u finalu dočekala Iliriju. Tu nije bilo pravih uzbuđenja, Ilirija je svladala Celje 13:2 i Maribor 6:0. Općenito, tada su puno popularnije i zanimljivije bile prijateljske utakmice na koje je Ilirija pozivala poznate protivnike iz Zagreba i Beograda. Vrhunac 1920. godine bila je utakmica protiv beogradskog BSK-a, koja je, prema tadašnjim novinama, okupila i do 5000 gledatelja.

Prve napete prvenstvene utakmice gledatelji su vidjeli u proljetnoj sezoni 1921., kada su do finala stigli Ilirija, Maribor i Athletik. Celjani su u polufinalu eliminirali Maribor, a u finalu su se protiv Ilirije pokazali kao iznimno zahtjevan suparnik, jer je utakmica na Skalnoj Kleti završila neodlučeno 4:4, pri čemu je svaka momčad imala po jedan kazneni udarac. Vodstvo podsaveza je, mimo pravila, zakazalo novu utakmicu u Ljubljani, iako su se trebali igrati produžeci, koji su i odigrani dva mjeseca kasnije nakon žalbe Celja JNS-u. Budući da su i produžeci završili neriješeno, početkom listopada odigrana je odlučujuća utakmica u Ljubljani koju je Ilirija dobila sigurnim rezultatom 7:2 i osigurala novi naslov.

Uspjeh celjskog Athletika nije bio iznenađenje jer su u njihovim redovima bila dva izuzetna igrača – Franz Schallecker i Karl Dürschmied, koji su svoje mjesto našli i u reprezentaciji. LJNP je 23. lipnja organizirao utakmicu protiv Francuske, a svoju reprezentaciju, u kojoj su bila dva celjska Nijemca, sedam članova Ilirije i dva člana Primorja, nazvali su reprezentacijom Slovenije, pa se utakmica danas uglavnom smatra prvom neslužbenom utakmicom Slovenije. 4000 gledatelja okupilo se na terenu pored pivovare Union i svjedočilo pobjedi gostiju od 0:5. Za Sloveniju, koja je nastupila u crvenim dresovima, igrali su: kapetan Pelan (Ilirija), Mozetič (Primorje), Schallecker (ASK), Deržaj (Ilirija), G. Zupančič (Ilirija), Birsa (Primorje), I. Zupančič (Ilirija), Oman (Ilirija), K. Pretnar (Ilirija), Dürschmied (ASK) i Vidmajer (Ilirija). Na utakmici su bili i pokrajinski poglavar Viljem Baltič te predsjednik FIFA-e Jules Rimet.

## Jesen 1920.
Sedam sudionika prvenstva 1920. su u prvom razredu. Novi članovi idu u drugi razred.

### Ljubljana
| Prva momčad |   | Druga momčad | Rezultat 17. 10. 1920. |
| ----------- | - | ------------ | ---------------------- |
| Ilirija     | – | Slovan       | 9:1                    |

| mj. | klub     | ut. | pob. | ner. | por. | gol+ | gol- | bod |
| --- | -------- | --- | ---- | ---- | ---- | ---- | ---- | --- |
| 1.  | Svoboda  | 4   | 3    | 0    | 1    | 7    | 4    | 6   |
| 2.  | Hermes   | 4   | 2    | 0    | 2    | 8    | 4    | 4   |
| 3.  | Primorje | 4   | 2    | 0    | 2    | 5    | 4    | 4   |
| 4.  | Jadran   | 4   | 2    | 0    | 2    | 6    | 7    | 4   |
| 5.  | Sparta   | 4   | 1    | 0    | 3    | 2    | 9    | 2   |

### Celje
| Prva momčad |   | Druga momčad | Rezultat 24. 10. 1920. |
| ----------- | - | ------------ | ---------------------- |
| Celje       | – | Athletik     | 2:0                    |

| mj. | klub          | ut. | pob. | ner. | por. | gol+ | gol- | bod    |
| --- | ------------- | --- | ---- | ---- | ---- | ---- | ---- | ------ |
| 1.  | Celje         | 3   | 3    | 0    | 0    | 18   | 1    | 6      |
| 2.  | Svoboda Celje | 3   | 2    | 0    | 1    | 12   | 4    | 2 (−2) |
| 3.  | ASK Vojnik    | 3   | 1    | 0    | 2    | 3    | 11   | 2      |
| 4.  | Slavija Celje | 3   | 0    | 0    | 3    | 1    | 18   | 0      |

### Maribor
| 1. razred \| mj. \| klub \| ut. \| pob. \| ner. \| por. \| gol+ \| gol- \| bod \| \| --- \| -------------- \| --- \| ---- \| ---- \| ---- \| ---- \| ---- \| --- \| \| 1. \| Rapid \| 3 \| 2 \| 1 \| 0 \| 14 \| 5 \| 5 \| \| 2. \| Hertha \| 3 \| 1 \| 2 \| 0 \| 8 \| 7 \| 4 \| \| 3. \| Rote Elf \| 3 \| 1 \| 0 \| 2 \| 9 \| 9 \| 2 \| \| 4. \| 1. SSK Maribor \| 3 \| 0 \| 1 \| 2 \| 2 \| 12 \| 1 \| | Rezultati 1. razreda 26. 9. 1920. SSK Maribor – Rote Elf 1:4 3. 10. 1920. Rapid – SSK Maribor 7:0 10. 10. 1920. Hertha – Rote Elf 4:3 17. 10. 1920. Rapid – Rote Elf 4:2 24. 10. 1920. Hertha – SSK Maribor 1:1 31. 10. 1920. Rapid – Hertha 3:3 2. razred 31. 10. 1920. SV Vesna Maribor – SK Ptuj 4:0 Samo dva sudionika |     |      |      |      |      |      |     |
| mj. | klub | ut. | pob. | ner. | por. | gol+ | gol- | bod |
| 1. | Rapid | 3   | 2    | 1    | 0    | 14   | 5    | 5   |
| 2. | Hertha | 3   | 1    | 2    | 0    | 8    | 7    | 4   |
| 3. | Rote Elf | 3   | 1    | 0    | 2    | 9    | 9    | 2   |
| 4. | 1. SSK Maribor | 3   | 0    | 1    | 2    | 2    | 12   | 1   |

### Finalno natjecanje
| \| mj. \| klub \| ut. \| pob. \| ner. \| por. \| gol+ \| gol- \| bod \| \| --- \| ----------------- \| --- \| ---- \| ---- \| ---- \| ---- \| ---- \| --- \| \| 1. \| Ilirija Ljubljana \| 2 \| 2 \| 0 \| 0 \| 19 \| 2 \| 4 \| \| 2. \| Rapid Maribor \| 2 \| 1 \| 0 \| 1 \| 5 \| 6 \| 2 \| \| 3. \| Celje \| 2 \| 0 \| 0 \| 2 \| 2 \| 18 \| 0 \| | Rezultati 1. 11. 1920. Rapid – Celje 5:0 7. 11. 1920. Celje – Ilirija 2:13 14. 11. 1920. Rapid – Ilirija 0:6 |     |      |      |      |      |      |     |
| mj. | klub | ut. | pob. | ner. | por. | gol+ | gol- | bod |
| 1. | Ilirija Ljubljana                                                                                            | 2   | 2    | 0    | 0    | 19   | 2    | 4   |
| 2. | Rapid Maribor                                                                                                | 2   | 1    | 0    | 1    | 5    | 6    | 2   |
| 3. | Celje | 2   | 0    | 0    | 2    | 2    | 18   | 0   |

## Ljeto 1921.

### Ljubljana
| Prva momčad |   | Druga momčad | Rezultat 12. 6. 1921. |
| ----------- | - | ------------ | --------------------- |
| Ilirija     | – | Svoboda      | 12:0                  |

| mj. | klub     | ut. | pob. | ner. | por. | gol+ | gol- | bod |
| --- | -------- | --- | ---- | ---- | ---- | ---- | ---- | --- |
| 1.  | Primorje | 4   | 3    | 1    | 0    | 19   | 4    | 7   |
| 2.  | Sparta   | 4   | 3    | 1    | 0    | 15   | 5    | 7   |
| 3.  | Jadran   | 4   | 2    | 0    | 2    | 7    | 4    | 4   |
| 4.  | Hermes   | 4   | 1    | 0    | 3    | 6    | 14   | 2   |
| 5.  | LASK     | 4   | 0    | 0    | 4    | 0    | 20   | 0   |

### Celje
| Prva momčad |   | Druga momčad | Rezultat 29. 6. 1921. |
| ----------- | - | ------------ | --------------------- |
| Athletik    | – | SSK Celje    | 3:0 pf                |

### Maribor
| mj. | klub           | ut. | pob. | ner. | por. | gol+ | gol- | bod |
| --- | -------------- | --- | ---- | ---- | ---- | ---- | ---- | --- |
| 1.  | 1. SSK Maribor | 2   | 2    | 0    | 0    | 10   | 1    | 4   |
| 2.  | Rapid          | 2   | 1    | 0    | 1    | 4    | 4    | 2   |
| 3.  | Rote Elf / MAK | 2   | 0    | 0    | 2    | 2    | 11   | 0   |

| mj. | klub    | ut. | pob. | ner. | por. | gol+ | gol- | bod |
| --- | ------- | --- | ---- | ---- | ---- | ---- | ---- | --- |
| 1.  | Korotan | 2   | 2    | 0    | 0    | 4    | 2    | 4   |
| 2.  | Svoboda | 2   | 1    | 0    | 1    | 4    | 2    | 2   |
| 3.  | SK Ptuj | 2   | 0    | 0    | 2    | 3    | 7    | 0   |

### Finalno natjecanje
| Prva momčad                 |                             | Druga momčad                | Rezultat     | Napomena                                                                                                  |
| Finale za prvaka provincije | Finale za prvaka provincije | Finale za prvaka provincije | 3. 7. 1921.  | |
| --------------------------- | --------------------------- | --------------------------- | ------------ | --- |
| 1. SSK Maribor              | –                           | Athletik Celje              | 1:2          | |
| Finale za prvaka LJNP-a     | Finale za prvaka LJNP-a     | Finale za prvaka LJNP-a     | 17. 7. 1921. | |
| Athletik Celje              | –                           | Ilirija Ljubljana           | 4:4          | Ljubljanski podsavez zakazao je drugu utakmicu za 15. kolovoza u Ljubljani, ali je JNS promijenio odluku. |
|                             |                             |                             | 25. 9. 1921. | |
| Athletik Celje              | –                           | Ilirija Ljubljana           | 1:1 (prod.)  | Produžeci nisu bili odigrani u prvoj utakmici. Nova utakmica je zakazana.                                 |
|                             |                             |                             | 2. 10. 1921. | |
| Ilirija Ljubljana           | –                           | Athletik Celje              | 7:2          | Ilirija iz Ljubljane postala je prvak podsaveza.                                                          |

## Poveznice
- Ljubljanski nogometni podsavez

## Vanjske poveznice
- Zgodovina nogometa v Kraljevini SHS/Jugoslaviji in v času okupacije
- Zbornik Medobčinske nogometne zveze Ljubljana 1920–2020
- RSSSF
- exYUfudbal
- claudionicoletti.eu